# Kaiwaka (Neuseeland)
Kaiwaka ist ein Dorf im Kaipara District der Region Northland auf der Nordinsel von Neuseeland.

## Geographie
Kaiwaka befindet sich östlich des Kaipara Harbour und rund 17 km nordnordwestlich von Wellsford. Bis zur Ostküste sind es rund 16 km. Der Kaiwaka River fließt in westliche Richtung durch das Dorf vereinigt sich mit dem Wairau River zum Otamatea River, der wiederum in den Kaipara Harbour mündet.

## Geschichte
Während der Musketenkriege fand bei Te Ika-a-ranga-nui nahe Kaiwaka im Februar 1825 eine kriegerische Auseinandersetzung zwischen den Ngā Puhi und den Ngāti Whātua mit über 170 Toten statt.
Kaiwaka wurde in den späten 1850er Jahren ein Zentrum für Handel und erlangte eine gewisse wirtschaftliche Bedeutung. Als der Holzeinschlage von Kauri-Bäumen und die Gewinnung von Kauri-Harz zum Ende des 19. Jahrhunderts zu Ende ging, wechselte man in der Region auf die Milchwirtschaft und gründete 1902 die Molkerei Hakaru Dairy Company.
Ab 1895 begann man die schlechten Straßenverhältnisse der Great North Road von Auckland nach Whangārei, die durch Kaiwaka führte, zu verbessern und 1900 waren die schlechtesten Abschnitte zwischen Kaiwaka und Whangārei mit Schotter befestigt. Die Bahnstrecke Auckland–Opua erreichte Kaiwaka im März 1913 trotz Schwierigkeiten mit dem Gelände. Der Beginn des Ersten Weltkrieges bedeutete weitere Verzögerung, so dass die Strecke bis in die frühen 1920er Jahre nicht weit über Kaiwaka hinaus kam.
In den 1940er Jahren erschloss das Lands and Survey Department große Landflächen, die in den frühen 1950er Jahren an aus dem Krieg zurückkehrende Soldaten verteilt wurden.

## Bevölkerung
Zum Zensus des Jahres 2013 zählte das Dorf 579 Einwohner, 7,3 % mehr als zur Volkszählung im Jahr 2006.

## Infrastruktur

### Straßenverkehr
Der New Zealand State Highway 1 führt direkt durch das Dorf und bindet es mit Wellsford im Süden und 50 km weiter nördlich an Whangārei an.

### Schienenverkehr
Die Bahnstrecke Auckland–Opua führt westlich an Kaiwaka vorbei, besitzt aber verkehrlich gesehen keine Bedeutung für das Dorf, obwohl der Bahnhof erhalten wurde. Der Personenverkehr auf der Strecke wurde jedoch bereits 1976 aufgegeben. Güterverkehr findet dort weiterhin statt.

### Bildungswesen
Die Kaiwaka School ist eine Grundschule für die 1. bis 6. Klasse mit 82 Schülern und einem decile rating von 4 im Jahre 2010. Sie eröffnete im September 1871.

## Persönlichkeiten
- Jane Mander, Journalist und Schriftsteller besuchte die Schule in Kaiwaka.[8]
- Tapihana Paraire Paikea, Parlamentsabgeordneter für den Wahlbezirk „Northern Maori“ starb in Kaiwaka.